# Bévilard
Bévilard là một đô thị ở huyện Moutier ở bang Berne ở Thụy Sĩ. Đô thị này có diện tích 5,63 km², dân số năm 2006 là 1708 người. Đô thị này nằm ở Bernese Jura (Jura Bernois) sử dụng tiếng Pháp.